# 毛罗·巴雷拉
毛罗·巴雷拉·佩雷斯（西班牙語：Mauro Varela Pérez，1941年—2020年1月30日），男，加利西亚人，西班牙律师，政治人物。前众议院议员，加利西亚储蓄银行总裁。

## 生平
生于卢戈。毕业于法学专业，1965年参加工作，在当地的律师事务所任职。1989年当选西班牙众议院议员。2002年6月至2012年6月担任加利西亚储蓄银行总裁。2020年1月30日逝世。